# Holtún

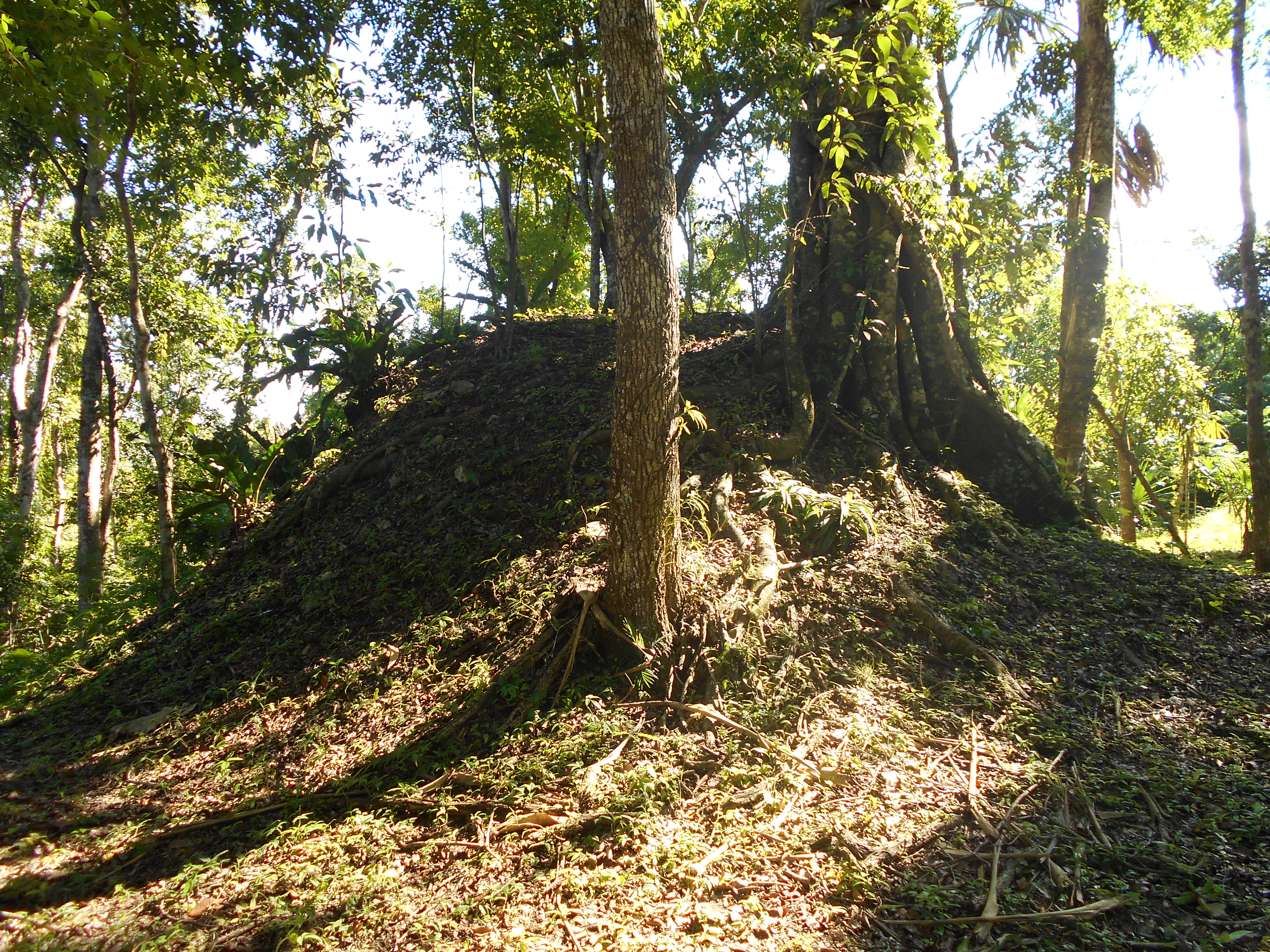
Pirámide en Holtún

Holtún es un yacimiento arqueológico maya localizado en el Petén, al norte de Guatemala, junto a la carretera que une Melchor de Mencos con Flores. La ciudad tuvo un largo periodo de ocupación que va del periodo Preclásico Medio al período Clásico Tardío. Fue descubierta en la década de 1990 como resultado de los continuos hallazgos de piezas saqueadas de ese lugar. Los robos habían revelado grandes máscaras esculpidas.

## Localización y etimología

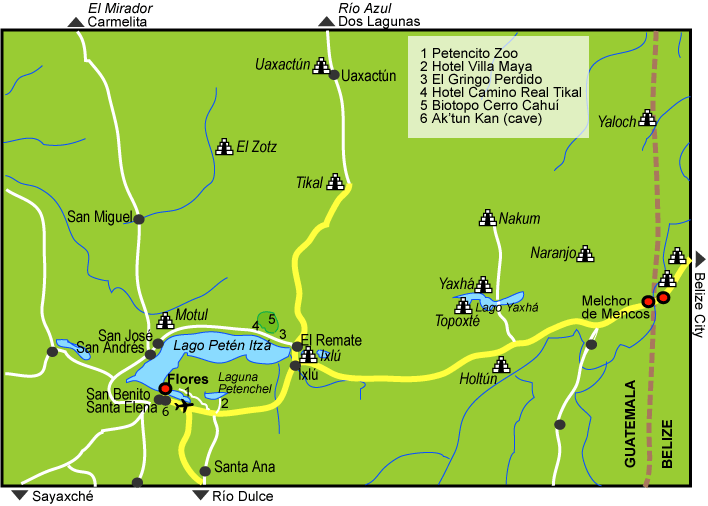
Localización de Holtún en una región lacustre de Petén

Este sitio fue llamado primero La Máquina, por el nombre del pueblo más cercano, pero fue renombrado como Holtun por Agustín Estrada Monroy, el entonces director general del Patrimonio General Cultural y Natural de Guatemala. Holtún deriva del idioma itzá y significa cabeza de piedra.
Todo el entorno de las ruinas ha sido deforestado y usado para cultivar maíz, frijoles y plátanos, y la propiedad está dividida entre el municipio y los campesinos.
Las ruinas de Holtún están situadas en medio de un racimo de importantes ciudades del periodo clásico. Tikal se halla a 35 kilómetros al noroeste, Yaxhá está a 12,3 kilómetros al norte y El Naranjo está a 25 kilómetros al norte también.
El pueblo más cercano es La Máquina, en el municipio de Flores. Holtún se halla en una zona muy accidentada, a lomos de una serranía cárstica que va de nordeste a sudoeste, a una altitud de 300 metros, rodeada por el sur, el este y el oeste por corrientes estacionales de agua. No hay corrientes permanentes muy cercanas, pero a sólo tres kilómetros al sur se encuentra el lago Camalote, y a tres kilómetros al este de este lago fluyen los ríos Mopán y Salsipuedes.

## Historia y descripción

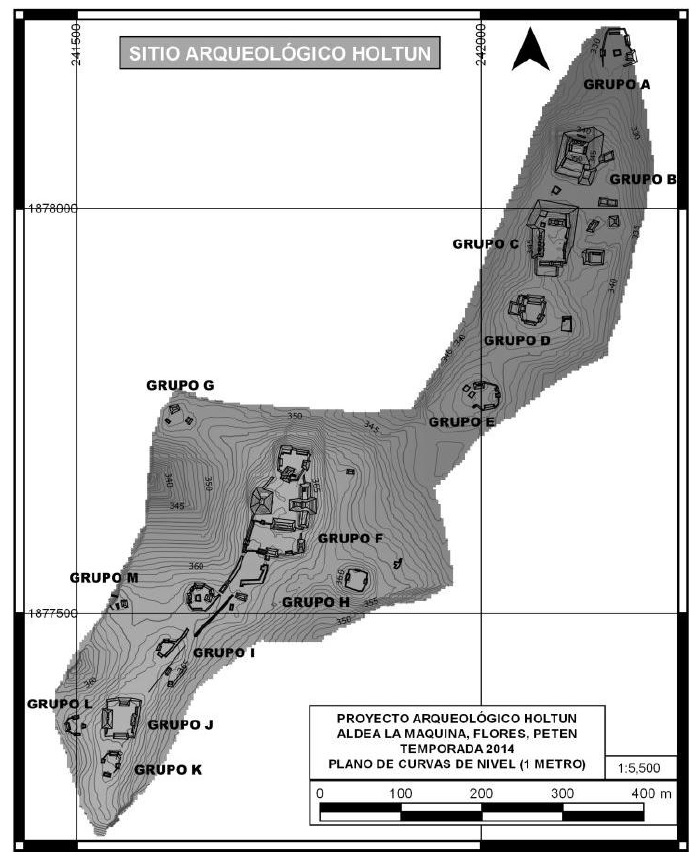
Plano de Holtun 2014

Holtún fue oficialmente descubierto en febrero de 1994, cuando el Instituto de Antropología e Historia de Guatemala notificó los robos de un sitio desconocido entre Flores y Melchor de Mencos. Los investigadores notificaron haber llegado al lugar entre seis y ocho meses después de que hubiera empezado el saqueo, durante el cual, las obras más importantes fueron dañadas.
El sitio consiste en 115 estructuras distribuidas en buena parte de norte a sur siguiendo la topografía, con seis grupos arquitecturales. Los cuatro grupos principales se encuentran sobre colinas, y los otros dos grupos en zonas secas no sometidas a inundaciones estacionales.